# Hylaeus pomarinus
Hylaeus pomarinus là một loài Hymenoptera trong họ Colletidae. Loài này được Warncke mô tả khoa học năm 1992.